# Nagoya-juku

Château de Nagoya.

Nagoya-juku (名古屋宿, Nagoya-juku) était la deuxième des neuf stations (shukuba) du Minoji. Elle est située dans la section Naka-ku de la ville de Nagoya, préfecture d'Aichi au Japon.

## Histoire
Nagoya-juku fut construite comme ville-château (jōkamachi) près du château de Nagoya par le domaine d'Owari en 1613 mais il n'y avait ni honjin principal ou secondaire. Comme la station se trouvait sur le Minoji, elle était reliée au Nakasendō et au Tōkaidō qui étaient toutes deux d'importantes routes commerciales à cette époque.

## Stations voisines
Minoji
Miya-juku – Nagoya-juku – Kiyosu-juku